# Hanemaranahalli, Arkalgud
Hanemaranahalli là một làng thuộc tehsil Arkalgud, huyện Hassan, bang Karnataka, Ấn Độ.